# 普通家庭
是一部2024年上映的韓國犯罪劇情片，根據荷蘭作家赫爾曼·科赫的暢銷小說《The Dinner》改編，由電影《八月照相館》《德惠翁主》的導演許秦豪執導，薛景求、张东健、金喜愛与秀賢主演。
该片入选第48届多伦多国际电影节“Gala Presentations”单元并于2023年9月14日举行全球首映，2024年10月16日在韩国正式上映。

## 劇情概要
影片講述兩兄弟的子女們導致露宿者發生致命事件，彼此信念不同的兩兄弟夫婦偶然知道了這個驚人的秘密後，站在掩蓋和自首的十字路口陷入苦惱和混亂的故事。
哥哥宰完是一名成功的律師，他接手了一宗富商兒子故意撞死一名男子並導致該男子的女兒重傷的案件，為殺人犯辯護不過是他事業黃金階梯上的家常便飯。與宰完完全相反的是，他的弟弟宰奎是一名誠實正直的兒科醫生，他常常將患者的健康至於金錢和利益之上，甚至為此違反私人診所的規矩。兄弟兩人每個月都會攜妻子在高級餐廳見一次面，當他們10多歲的子女發生意想不到的情況時，往常的晚餐對話出現了意想不到的變化。

## 演員陣容

### 主要人物
- 薛景求 飾演 宰完，冷静透彻的律师。
- 张东健 飾演 宰奎，宰完的弟弟，坚守信念的儿科医生。
- 金喜愛 飾演 妍京，宰奎的妻子，自由职业的翻译。
- 秀賢 飾演 智秀，宰完的第二任妻子，对外表非常在意。

### 其他人物
- 洪藝智 飾演 惠允，宰完和前妻的女兒，虽然和继母智秀关系并不融洽，但和同父异母的弟弟相处得很愉快。[6]
- 金正喆 饰演 世澔，宰奎和妍京的兒子。[7]
- 崔里 饰演 善珠，因亨哲的报复驾驶而失去丈夫，而女儿娜莱住进宰奎的医院。[8]
- 劉秀彬 飾演 亨哲，财阀家的儿子，报复驾驶导致善珠的丈夫身亡，宰完担任他的律师。[8]
- 边重熙 饰演 宰完和宰奎的母亲，患有老年痴呆症。
- 刘仁宣 饰演 娜莱的父亲，驾车过程中与亨哲发生争执，被亨哲报复驾驶导致身亡。

## 製作
该片原名《晚餐》（더 디너），2023年7月宣布入选多伦多电影节并公布海外版海报时片名变更为《普通家庭》（보통의 가족）。

### 选角
2022年5月至6月，韩国媒体分别报道薛景求、张东健、金喜愛、秀賢、洪藝智有望参演許秦豪执导的新片《晚餐》（더 디너），该片由《內部者們》《南山的部長們》的制作公司Hive Media Corp制作。7月，薛景求确认参演。10月，张东健、金喜爱、秀贤与洪艺智正式确认参演。

### 拍摄
主体拍摄于2022年7月开始，同年9月底殺青。

### 损益平衡点
据韩国媒体报道，该片损益平衡点约为150万观影人次。

## 发行
该片于2023年9月14日在第48届多伦多国际电影节全球首映，2024年10月入选第29届釜山国际电影节“韩国电影的今日——特别首映”单元并举行韩国首映，原定10月9日在韩国院线正式上映，9月25日宣布推迟至10月16日上映。该片海外发行权售至日本、台湾、泰国、美国、法国、意大利等103个国家与地区。2024年11月22日在韩国提供VOD点播服务。
在韩国上映前被邀请参加十数个海外电影节并获得好评，包括分别被选为第18届伦敦韩国电影节的开幕影片、第18届巴黎韩国电影节和2024台北電影節的闭幕影片，入选第35届棕榈泉国际电影节“Country Focus”单元与第26届远东电影节竞赛单元，此外还受邀参加Fantasporto国际电影节、蒙斯国际电影节、弗里堡国际电影节、迈阿密电影节、华盛顿DC国际电影节（Filmfest DC）。

### 票房
在韩国上映首日以4.24万名观影人次的票房成绩夺得单日票房冠军，上映后连续7日蝉联单日票房冠军并于首周末夺得周末票房冠军。
| 上一届： 《老手2》 | 2024年韓國週末票房冠軍 第42週 | 下一届： 《毒液：最后一舞》 |

## 奖项荣誉
| 年份 | 颁奖礼                      | 奖项                    | 入围者                 | 结果 | 参考          |
| ---- | --------------------------- | ----------------------- | ---------------------- | ---- | ------------- |
| 2024 | 第44届Fantasporto国际电影节 | 导演周竞赛单元 最佳剧本 | 許秦豪、朴银娇、朴准锡 | 獲獎 | [ 37 ] [ 38 ] |
| 2024 | 第39届蒙斯国际电影节        | 最佳剧本                | 許秦豪、朴银娇、朴准锡 | 獲獎 | [ 37 ] [ 38 ] |
| 2025 | 第61屆百想藝術大獎          | 最佳女配角              | 秀贤                   | 獲獎 | [ 39 ]        |
| 2025 | 第23届导演选择奖            | 最佳导演                | 许秦豪                 | 提名 | [ 40 ]        |
| 2025 | 第34屆釜日電影獎            | 最佳女配角              | 秀贤                   | 待定 |               |
| 2025 | 第34屆釜日電影獎            | 最佳新人女演员          | 洪藝智                 | 待定 |               |